# Кульмбахер, Эгон
Эгон Кульмбахер (нем. Egon Culmbacher; 11 ноября 1950, ГДР) — бывший раллийный пилот и штурман из Восточной Германии, участник чемпионата мира и чемпионата Европы по ралли, победитель Кубка Дружбы социалистических стран по ралли 1972 года.
Начинал в ралли как штурман в 1965-1967 годах с пилотами Вернером Йегером (Jäger Werner) и Куртом Рюдигером (Rüdiger Kurt) на автомобилях Wartburg. Карьеру пилота начал в 1967 году и закончил в 1976-м, выступал только на различных версиях модели Wartburg 353. Девять раз стартовал на этапах чемпионата мира, 37 раз на этапах чемпионата Европы, 6 раз на этапах Международного чемпионата по ралли для производителей. Самым успешным для него стартом на этапах WRC стало Ралли Польши 1973 года, где он взял «серебро» в абсолютном зачёте. Ралли запомнилось тем, что в нём финишировали всего три экипажа. Тем не менее, этот результат является лучшим достижением для раллиста из ГДР, и для машины производства этой страны в рамках этапов чемпионата мира.